# (226) Weringia
(226) Weringia – planetoida z grupy pasa głównego asteroid okrążająca Słońce w ciągu 4 lat i 171 dni w średniej odległości 2,71 j.a. Została odkryta 19 lipca 1882 roku w Obserwatorium Uniwersyteckim w Wiedniu przez Johanna Palisę. Nazwa planetoidy pochodzi od Währing (18. dzielnicy Wiednia).